# Les Verts (Suisse)
Pour les articles homonymes, voir Les Verts.
Ne doit pas être confondu avec Vert'libéraux ou Écologie libérale.
Les Verts, officiellement depuis mars 2021 Les VERT-E-S suisses,, anciennement Parti écologiste suisse (abrégé PES), sont un parti politique écologiste suisse. 
Les Verts sont issus de deux courants historiques, une aile rouge-verte, clairement marquée à gauche, et une aile plus centriste. Dans quelques cantons, il y a eu deux partis verts, représentant chacun un courant. Cette situation a tendance à disparaître, même si elle subsiste encore dans certains cantons (Bâle-Ville, Berne). Au niveau fédéral, les Verts se situent à gauche.
Les Verts constituent une fédération de partis cantonaux. Actuellement[Quand ?], 23 partis cantonaux, issus de 19 cantons (il y a parfois plusieurs groupes par canton), forment le parti suisse, auxquels il faut ajouter deux groupes observateurs.
Alors qu'il a longtemps été plus fort en Suisse alémanique qu'en Suisse romande, la situation semble s'être inversée depuis les élections de 2003 en particulier dans les trois cantons de Genève, Vaud et Neuchâtel[réf. nécessaire].

## Histoire

### 1971-1983: écologistes suisses avant les Verts
L'histoire du parti écologiste suisse remonte aux années 1970, même s'il n'a été officiellement fondé que le 28 mai 1983 en regroupant différents partis cantonaux. Le mouvement émerge de différents mouvements antinucléaires, environnementaux, pacifistes ou féministes.
Dans les années 1970, des groupements écologistes apparaissent dans différents cantons et enregistrent quelques succès électoraux.
En décembre 1971, le Mouvement populaire pour l'environnement (MPE) est fondé en ville de Neuchâtel pour s'opposer à un projet d'autoroute N5 dont la construction était prévue près des rives du lac. Les fondateurs du MPE ont quitté leurs partis respectifs (partis libéral, radical et socialiste) pour s'opposer à ce projet. En mai 1972, le MPE enregistre un premier succès en ville de Neuchâtel avec 17.5 % des voix et 8 sièges sur 41 au parlement de la ville, devenant ainsi le troisième parti. Quatre ans plus tard, le Conseil général (législatif) place un écologiste, le président du MPE Jacques Knoepfler, parmi les cinq membres de l'exécutif communal. Il n'est pas réélu en 1980.
En 1973, un autre Mouvement pour l'environnement est fondé dans le canton de Vaud par un ingénieur, Jean-Jacques Hédiguer. Il est composé majoritairement de jeunes et d'étudiants. Lors des élections communales qui se tiennent la même année, le parti obtient ses premiers élus, notamment à Lausanne,. En 1974, lors des élections cantonales, le MPE de Hédiguer s'allie à l'Alliance des Indépendants, provoquant la scission des groupes de Lausanne et de Chavannes-près-Renens qui fondent le Groupement pour l'environnement (GPE),. Si le MPE vaudois disparait peu après les élections, le GPE continue. Après les élections communales de novembre 1977, Jean-Claude Rochat est élu à l'exécutif de la ville par le Conseil communal. Il est le premier écologiste à siéger dans une ville de plus de 100 000 habitants en Suisse[réf. nécessaire]. En 1978, quatre membres du GPE, dont Daniel Brélaz, font leur entrée au Grand Conseil vaudois, le parlement du canton. La députée Marie-José Gaillard est alors la cadette du Grand Conseil vaudois. Lors des élections fédérales de 1979, les Vaudois du Groupement pour l'environnement (GPE) réalisent une première européenne en faisant élire Daniel Brélaz au Conseil national, devenant ainsi le premier écologiste au monde à siéger dans un parlement national. En 1982, le GPE obtient six sièges au Grand Conseil, soit deux de plus qu'en 1978.
Dans le canton de Genève, le Rassemblement démocratique genevois (RDG) se constitue peu avant les élections cantonales de 1977, suivi d'un autre, le Mouvement pour une écologie humaine, qui fait liste commune avec l'Alliance des Indépendants. Aucun des deux partis n'obtient le quorum et ils disparaissent rapidement. En 1981, l'ancien président du RDG, Otto Caduff, se présente à l'élection au Conseil d'État genevois. Bien que ne bénéficiant pas du soutien des associations écologistes, il obtient 6 531 voix.
Les succès sont moins rapides en Suisse allemande, notamment en raison de la présence de deux partis presque inexistants en Suisse romande : l'Alliance des indépendants au centre et les Organisations progressistes de Suisse (POCH) à gauche. En 1976, des écologistes bernois fondent l'Alternative démocratique (Demokratische Alternative, DA), orientée plus à gauche que ses prédécesseurs neuchâtelois et vaudois, qui fait son entrée en 1978 au parlement cantonal en obtenant un siège,. Les autres partis qui sont fondés en Suisse allemande dans les années 1980 - le Parti vert de Zurich (Grüne Partei des Kantons Zürich) en 1978 et les Verts du nord-ouest de la Suisse (Grüne Nordwestschweiz) en 1979 - doivent se contenter dans les années 1970 de quelques succès au niveau communal.
Le 27 avril 1980, le Forum critique d'Ibach (Kritisches Forum Ibach), fondé en 1979 et qui deviendra plus tard les Verts du canton de Schwytz, obtient un siège au Grand Conseil lors des élections cantonales,. Deux ans plus tard, le 14 mars 1982, Nidwald Démocratique (Demokratisches Nidwalden), fondé cette même année et qui est devenu les Verts de Nidwald en 2009, remporte un deuxième siège écologiste dans un Grand Conseil de Suisse centrale,. En avril de la même année, l'Alternative démocratique bernoise gagne deux sièges supplémentaires au Grand Conseil et en détient désormais trois.

### 1983-1991: des Verts en pleine croissance
L'année 1983 voit tout d'abord la fondation du Parti écologiste genevois (PEG). Cette section cantonale sera l'une des plus importantes des Verts suisses[réf. nécessaire] et a déjà donné trois présidents nationaux : Laurent Rebeaud, Patrice Mugny et Ueli Leuenberger. Au printemps 1983 également, les Verts zurichois font leur entrée au parlement cantonal en obtenant 3,2 % des voix et quatre sièges,.
En 1983, deux fédérations nationales se forment presque simultanément en vue des élections fédérales de l'automne. La Fédération des partis écologistes de Suisse, qui regroupe le MPE et Écologie et Liberté, tous deux neuchâtelois, le GPE vaudois et les partis Verts de Genève, Zurich et du nord-ouest de la Suisse, est fondée à Fribourg le 28 mai. En juin, les formations vertes les plus à gauche, à savoir les Bernois d'Alternative démocratique, les Vaudois d'Alternative démocratique et d'Autrement, les Jurassiens de Combat socialiste, l'Alternative verte de Zurich, l'Alternative verte de Bâle-Ville et les Argoviens de Zofingue vivant, se regroupent sous le nom de Alternative verte de Suisse (AVS) (Grüne Alternative Schweiz (GRAS)). Dans les mois qui ont précédé, des pourparlers initiés par l'Alternative Démocratique bernoise pour ne former qu'une seule organisation nationale ont échoué. La Fédération des partis écologistes de Suisse est un parti national qui veut « surmonter les clivages gauche-droite » et se concentrer sur les thèmes écologiques, tandis que l'Alternative verte de suisse est une plate-forme pour différentes organisations écologistes de gauche.
Lors des élections fédérales d'octobre 1983, la Fédération des partis écologistes de Suisse obtient 1,9 % des voix et trois élus : Daniel Brélaz, réélu dans le canton de Vaud, est rejoint par Arnold Müller (Zurich), Laurent Rebeaud (Genève). Il manque un siège pour former un groupe parlementaire. L'Alternative verte de Suisse, qui présente des listes dans plus de cantons qu'elle n'a de membres, obtient 1 % des voix et aucun siège.

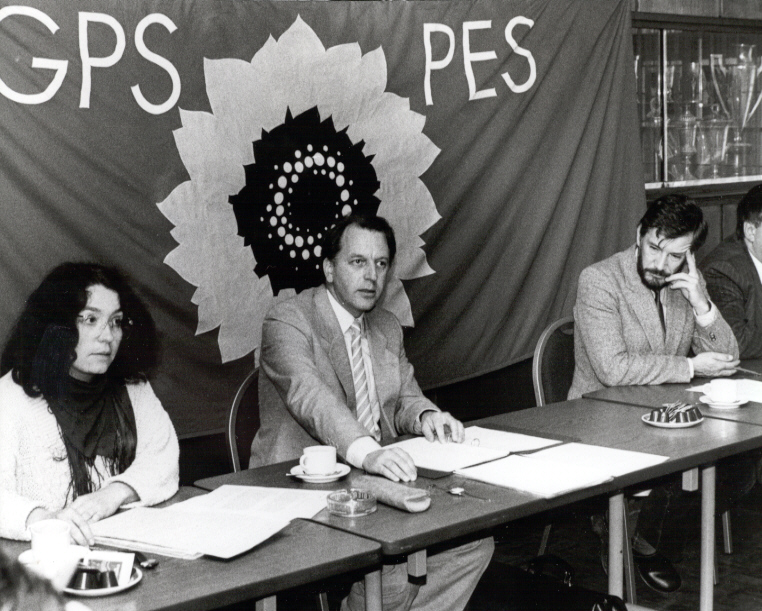
Peter Schmid, président des Verts et à droite Laurent Rebeaud.

Entre 1983 et 1986, quatre partis cantonaux rejoignent la Fédération des partis écologistes de Suisse, qui devient le Parti écologiste suisse (PES): il s'agit de l'Alternative démocratique bernoise, qui quitte l'AVS pour rejoindre le PES, et de trois partis nouvellement fondés: le Parti vert de Thurgovie (Grüne Partei Thurgau), la Liste libre bernoise (Freie Liste Bern) et le Mouvement écologiste tessinois (Movimento ecologista ticinese). En 1986, Leni Robert, élue conseillère nationale de la Liste libre bernoise en 1983, rejoint alors les autres parlementaires verts. Mais la même année, Arnold Müller avait rejoint le groupe parlementaire de l'Alliance des indépendants, sans toutefois quitter les Verts zurichois. En avril 1986, lors des élections cantonales bernoises, les Verts font leur première entrée dans un exécutif cantonal: Leni Robert et Benjamin Hofstetter y sont en effet élus. Leni Robert est alors remplacée par Lukas Fierz au Conseil National. Durant la même année, deux catastrophes écologiques vont marquer les citoyens suisses: l'accident nucléaire de Tchernobyl et la catastrophe de Schweizerhalle. L'ensemble des partis se doivent désormais de parler d'écologie. Lors des élections fédérales d'octobre 1987, le Parti écologiste suisse obtient 5 % des voix et 9 sièges, contre seulement quatre sièges quatre ans auparavant, et devient du même coup le plus grand parti non gouvernemental du pays. Tous les sortants sont réélus et cinq nouveaux entrent sous la Coupole: les Bernois Rosmarie Bär et Rudolf Hafner, le Thurgovien Peter Schmid et les Zurichoises Verena Diener et Monika Stocker. Les Verts ont abordé ces élections sans s'être dotés d'un programme national. De la même manière, les alliances retenues varient d'un canton à l'autre. À ces neuf sièges s'ajoutent celui obtenu par l'Argovien Hans-Peter Thür sur les listes vertes alternatives et celui de Susanne Leutenegger Oberholzer, de Bâle-Campagne, élue sur les listes des Organisations progressistes de Suisse et qui rejoindra le groupe vert en 1990.
Les Verts ont désormais assez d'élus pour former un groupe au Conseil national. Ils décident de ne pas accueillir les élus du Parti suisse du travail et des Organisations progressistes de Suisse (POCH) au sein de leur groupe et portent à leur présidence le thurgovien Peter Schmid. En juin 1989, un vert accède pour la première fois à la tête d'une commune suisse: Werner Schaffitz est en effet élu syndic de Rickenbach, dans le canton de Zurich. Entre 1988 et 1991, une tentative de fusion du PES et de l'Alternative échoue, mais plusieurs formations de l'Alternative rejoignent le PES : les Verts d'Argovie, de Bâle-Campagne, de Lucerne et de Saint-Gall. Les Verts poursuivent leur croissance lors des élections fédérales de 1991 et obtiennent quatorze sièges au Conseil National. La même année, ils lancent leur premier référendum au niveau fédéral pour combattre les nouvelles lignes ferroviaires alpines (NLFA), le projet étant, selon eux, sur dimensionné et n'assurant pas le transfert de la route au rail.

### Années 1990: recul et dissensions face à la question européenne
Le succès aux élections fédérales de 1991 ne doit pas masquer le recul des écologistes en Romandie. Il intervient dans un contexte où la question de l’intégration européenne de la Suisse marque l’agenda politique. Les Verts romands y sont majoritairement favorables alors que leurs homologues alémaniques y sont le plus souvent hostiles, les Verts se prononcent contre l'adhésion de la Suisse à l'Espace économique européen. Cette divergence ravive l’opposition entre les Fundis de l’aile gauche plutôt opposés au rapprochement avec l’Europe et la tendance plus centriste des Verts. 
Le parti se renomme officiellement Les Verts le 5 septembre 1993.
En novembre 1994, Les Verts lancent pour la première fois des initiatives populaires fédérales. L‘initiative « Pour garantir l'AVS - Taxer l'énergie et non le travail » demande une réforme fiscale écologique. L'initiative « Pour une retraite à la carte dès 62 ans tant pour les femmes que pour les hommes » réagit à l‘augmentation de l‘âge de la retraite introduit dans le cadre de la 10e révision de l'AVS. En octobre 1995, Les Verts perdent 6 de leurs 14 sièges au Conseil national. Avec les nouveaux conseillers nationaux qui ont rejoint le groupe en cours de législature, le groupe est passé à 10 puis à 11 membres. En mai 1996, les initiatives « Pour garantir l'AVS – Taxer l'énergie et non le travail » et « Pour une retraite à la carte dès 62 ans tant pour les femmes que pour les hommes » aboutissent avec plus de 120 000 signatures. En janvier 1997, Philippe Biéler, conseiller d'État dans le canton de Vaud, est le premier Vert à obtenir la présidence d'un exécutif cantonal. Au mois de mars, les deux composantes des Verts vaudois (GPE et Alternative socialiste verte) fusionnent. Cet exemple est progressivement suivi dans d’autres cantons. En juin 1997, Thomas Merkli est le premier Vert élu comme juge suppléant au Tribunal fédéral. En mars 1998, à Illnau-Effretikon (ZH), Martin Graf est le premier Vert suisse alémanique à être élu président d'une ville. Décembre 1998, Thomas Merkli est le premier vert à être élu juge au Tribunal fédéral. En mai 1999, Verena Diener est la première femme verte à être élue présidente d'un exécutif cantonal. En octobre 1999, les Verts conservent leurs neuf sièges. Le conseiller national Hugo Fasel (Parti chrétien social) rejoint à nouveau le groupe, qui passe ainsi à 10 membres. 

### Années 2000: nouvelles percées
La première décennie des années 2000 marque pour les Verts différents succès électoraux, en particulier sur le plan cantonal, ce qui leur donne une présence accrue dans les exécutifs communaux et cantonaux.
En novembre 2000, la première initiative des Verts « pour une retraite à la carte dès 62 ans, tant pour les femmes que pour les hommes » est soumise au peuple et rejetée par 64 % des votants. En décembre 2000, Cécile Bühlmann est candidate au Conseil fédéral. Au premier tour elle remporte le deuxième meilleur résultat. En décembre 2001, la deuxième initiative des Verts « Pour garantir l'AVS - Taxer l'énergie et non le travail » est soumise au peuple et rejetée par 77 % des votants.
En février 2003, les Verts, soutenus par d'autres organisations, lancent l'initiative populaire Pour des aliments produits sans manipulations génétiques. En septembre de la même année, l'initiative populaire est déposée à la Chancellerie fédérale. Plus de 100 000 signatures ont été récoltées en un temps record.
Le 24 mai 2003, de nombreux membres du parti se retrouvent à Berne pour célébrer les 20 ans du parti écologiste suisse. Durant l’été 2003, les élections nationales de l'automne sont l'occasion pour de jeunes gens motivés de créer des sections cantonales de Jeunes verts. En septembre, ces sections se regroupent au niveau national sous le nom des jeunes verts suisses.
En octobre 2003, Les Verts ont largement contribué au succès du référendum populaire contre le paquet fiscal. La nouvelle législation fiscale prévoit des baisses d'impôt pour les familles aisées et les propriétaires de villas. Compte tenu de la situation financière difficile de la Confédération, les Verts ne peuvent accepter que des personnes déjà privilégiées soient les bénéficiaires de cadeaux fiscaux.
Lors des élections fédérales de l'automne 2003, les Verts gagnent 4 sièges au Conseil National (7,6 % des voix). Pour la législature 2003-2007, le groupe parlementaire des Verts est ainsi composé de 13 membres écologistes ainsi que de Hugo Fasel, du Parti chrétien-social fribourgeois, et de Jo Lang, membre de la Sozialistisch-Grünen Alternative de Zoug. Ce chiffre de 13 sièges frise celui du record de 1991. La canicule de l’été 2003 est une des explications avancées pour le succès des Verts.
De 2001 à 2003 Patrice Mugny et Ruth Genner co-président les Verts, puis Ruth Genner reprend seule la présidence jusqu’en 2008 avec le conseiller national genevois Ueli Leuenberger comme vice-président.
Les quatre ans de 2003 à 2007 sont marqués par de forts gains électoraux des Verts lors d’élections cantonales et communales, le parti parvient ainsi à largement doubler son nombre de représentants dans les exécutifs cantonaux (deux sièges au Conseil d'État genevois reviennent par exemple aux Verts en novembre 2005) . En novembre 2006, lors des votations cantonales jurasiennes, les Verts entrent au parlement du Jura avec deux députés et un score honorable de 5 % des suffrages. Le même mois, lors des votations cantonales fribourgeoises, les Verts triplent leur députation au Grand Conseil. En mars 2007, à la suite des votations cantonales vaudoises, les Verts forment un groupe de 24 députés au Grand Conseil, gagnant deux sièges malgré une réduction constitutionnelle du parlement de 180 à 150 députés. En 2007, les Verts comptent ainsi 8 sièges dans les gouvernements cantonaux, à savoir David Hiler et Robert Cramer dans le canton de Genève, François Marthaler et Béatrice Métraux dans le canton de Vaud, Fernand Cuche dans le canton de Neuchâtel, Bernhard Pulver dans le canton de Berne, Guy Morin dans le canton de Bâle-Ville et Manuela Weichelt-Picard et Patrick Cotti dans le canton de Zoug. Dans ce contexte, la scission des Verts libéraux dans deux cantons alémaniques apparait d’abord marginale.
En novembre 2005, l'initiative populaire Pour des aliments produits sans manipulations génétiques est acceptée par 56 % des votants.
La dynamique observée au niveau cantonal se concrétise au niveau suisse : le 21 octobre 2007, lors des élections fédérales, les Verts connaissent une très forte poussée (9,6 % des voix) et obtiennent 20 sièges au Conseil national. Ce résultat, qui s’explique en partie par l’intensité des discussions sur le changement climatique, représente le meilleur résultat d’un parti non représenté au Conseil fédéral depuis l’introduction du vote proportionnel en 1919. À la même occasion, un Vert entre pour la première fois au Conseil des États avec un siège remporté à Genève par Robert Cramer. En novembre 2007, Luc Recordon arrache un second siège de sénateur pour les Verts dans le canton de Vaud.
D’avril 2008 à avril 2012, Ueli Leuenberger préside le parti alors que Franziska Teuscher et Aline Trede se partagent la vice-présidence.

### Depuis 2010

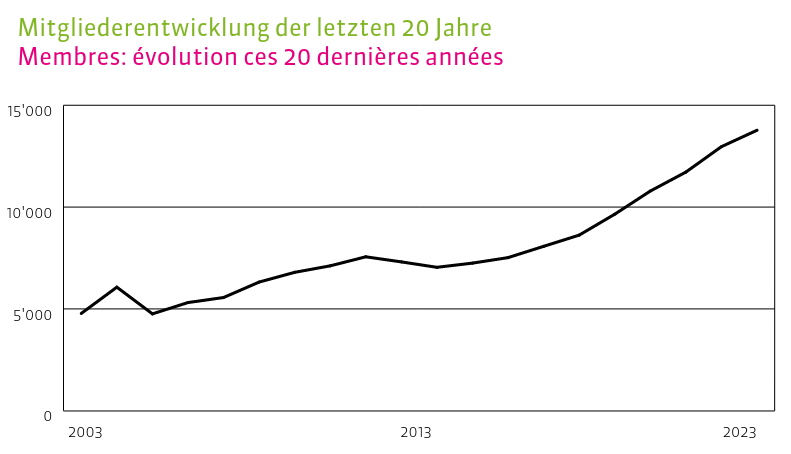
Membres: évolution 2002-2023

Malgré la catastrophe de Fukushima en mars 2011, les Verts, qui espéraient accéder au Conseil fédéral, ne parviennent pas à confirmer leur succès de 2007 lors des élections fédérales de 2011. Ils recueillent 8,4 % des suffrages et leur représentation au Conseil national se réduit à 15 membres. Robert Cramer et Luc Recordon conservent par contre leur siège au Conseil des États.
D’avril 2012 à avril 2016, la co-présidence des Verts est assurée par la Vaudoise Adèle Thorens et la Bernoise Regula Rytz. La vice-présidence revient à un quatuor (Josef Lang, Bastien Girod, Robert Cramer et Irène Kälin). En avril 2014, Luca Maggi remplace Irène Kälin. En 2013, la Bâloise Maya Graf est la première élue écologiste à présider le Conseil national.

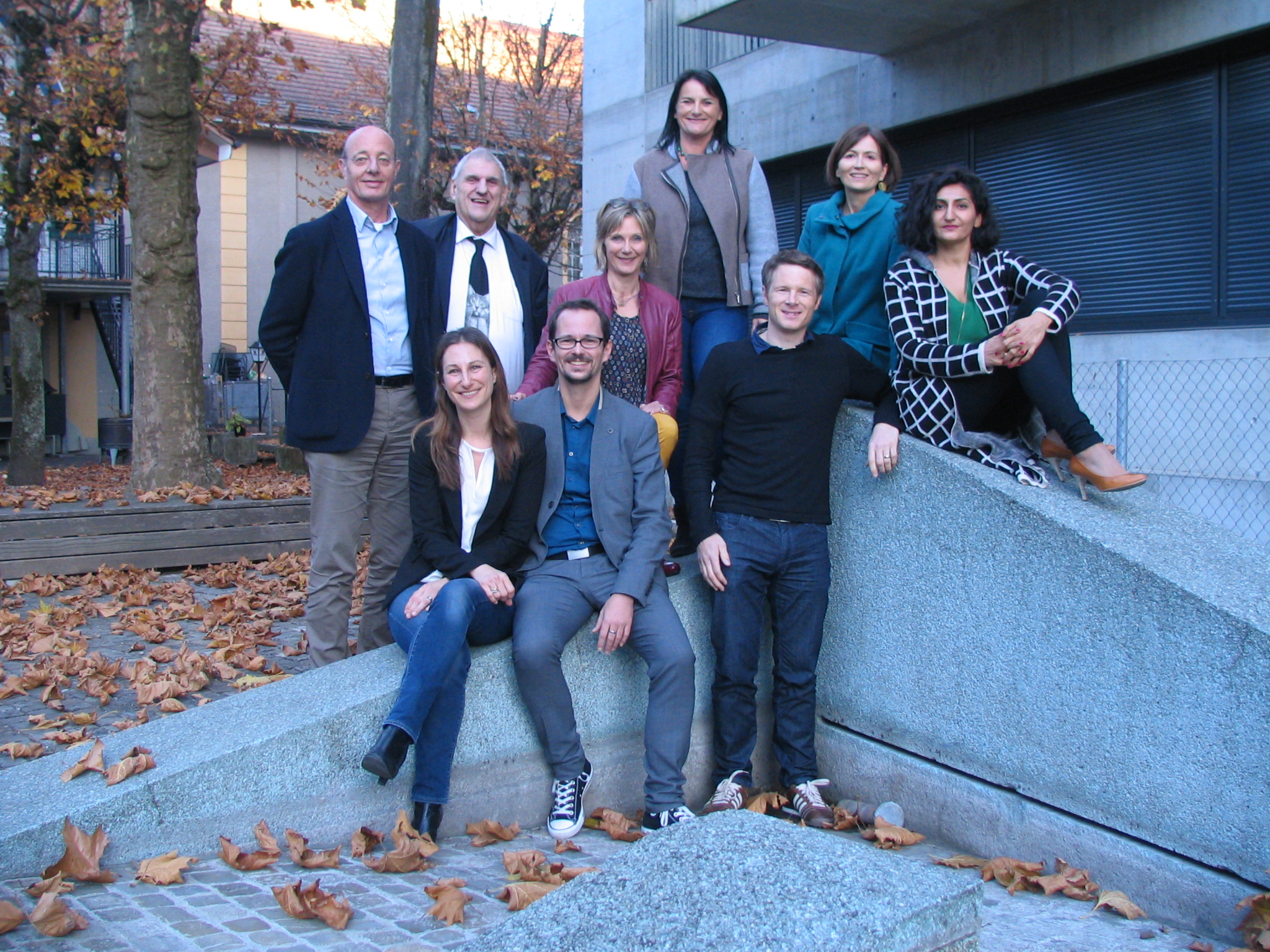
Membres du groupe parlementaire (2015).

Les élections fédérales de 2015 confirment la cinquième place des Verts au niveau fédéral avec désormais 7,1 % des voix. Au Conseil des États, le siège vaudois est perdu. En intégrant le popiste Denis de la Reussille, le groupe parlementaire vert compte 13 membres. La verte Lisa Mazzone est la plus jeune membre du Conseil national alors que la Bâloise Sibel Arslan (BastA) est la première députée d’origine kurde. Daniel Brélaz est élu au Conseil national pour la troisième fois.
En avril 2016, Adèle Thorens se retire de la co-présidence, de même que les vice-présidents Josef Lang et Robert Cramer. Regula Rytz préside alors seule le parti dans le cadre de son troisième et dernier mandat destiné à s’achever en 2018. Le Fribourgeois Gerhard Andrey et la Thurgovienne Gina Rüetschi sont élus à la vice-présidence.
Durant l’année 2016, deux initiatives populaires fédérales, lancées en 2014 par les Verts, sont soumises au vote et refusées par le peuple et les cantons : l’initiative populaire pour une économie verte et l’initiative populaire pour la sortie programmée de l'énergie nucléaire.
Malgré ces échecs, la politique menée par les Verts fait des émules dans les cantons où ils progressent, notamment en Suisse romande.
En juin 2019, le conseiller national zurichois, et ancien chef de groupe parlementaire, Balthasar Glättli est élu à la présidence du parti. La vice-présidence est composée de Florence Brenzikofer (BL), Luzian Franzini (ZG), Oleg Gafner (Jeunes Verts VD), Isabelle Pasquier-Eichenberger (GE), Franziska Ryser (SG) et Nicolas Walder (GE). Finalement, la Bernoise Aline Trede prend la tête du groupe parlementaire des Verts.
En 2019, les Verts ont nettement progressé lors des élections fédérales. Réunissant 13,2 % des voix, ils ont gagné 17 sièges supplémentaires au Conseil national, portant leur nombre total à 28. Avec cinq élus au Conseil des États, ils marquent aussi une percée historique dans la Chambre haute. Avec l'incorporation du popiste Denis de La Reussille et de Stéfanie Prezioso (Ensemble à gauche/ Solidarité), le groupe parlementaire des Verts devient la quatrième force politique au Conseil national au cours de la 51e législature de l'Assemblée fédérale.
En mars 2021 lors de leur assemblée, le parti choisit de se renommer en Les VERT-E-S suisses, afin de signaler « le rôle pionnier des Verts dans la promotion de l’égalité ».
Lors de l’assemblée des délégués le 6 avril 2024 Lisa Mazzone est élue à l’unanimité à la présidence des Verts.

## Campagnes des Verts

### Politique de paix
Les Verts souhaiteraient que la Suisse, pays neutre, se montre davantage pacifique dans ses résolutions de conflits au niveau international.

### Opposition au nucléaire
Programme des Verts suisses : « Pour du courant vert – Non au nucléaire ! » (2010) :
1. Promouvoir la sobriété énergétique en l'expliquant par des campagnes. Les Verts proposent de remplacer les chauffages électriques à résistance par l’efficacité énergétique et des énergies renouvelables, sur une base volontaire dans un premier temps. Dans 10 ans, il conviendrait de les interdire ;
2. 100 % de l’électricité distribuée dans les cantons = énergies produites à 100 % renouvelables
À l'instar de Bâle-Ville[50] et Genève[51] qui ont renoncé au nucléaire, les autres cantons pourraient eux aussi bénéficier d'un coût de l’énergie plus avantageux par rapport à la moyenne[52] suisse. Si les communes ne disposent pas de leurs propres moyens de production (services industriels), elles peuvent alors s'accorder avec leur fournisseur pour que leur contrat de prestation oblige celui-ci à garantir que la totalité de l’électricité livrée est produite par les énergies renouvelables ;
3. Plus de courant vert proposée par les fournisseurs d'électricité
Privilégier le courant vert dans les offres proposées aux clients ;
4. Encourager les énergies renouvelables
La production d’énergies renouvelables peut être augmentée par la mise en place de quotas, par exemple chauffe-eau solaires, toits solaires, tuiles solaires. De plus, le potentiel de la géothermie à moyenne et grande profondeur devrait être davantage exploité[53],[54] ;
5. Réforme de l’inspection fédérale de la sécurité nucléaire IFSN
L’IFSN est responsable de la sécurité des centrales nucléaires suisses. Étant donné que sa position n'est pas neutre et même pro nucléaire, sortir du nucléaire paraît difficile. Il serait judicieux de permettre à des experts indépendants de donner un deuxième avis à chaque expertise ;
6. Non à la continuation de Mühleberg
Les Verts sont membres du comité « Mühleberg Verfahren » (Mühleberg illimité non) et soutiennent le recours contre l’autorisation du DETEC de prolonger indéfiniment l’exploitation de la centrale ;
7. Le financement des nouvelles centrales nucléaires ne doit pas se faire avec l'argent public
Des motions vont être déposées dans tous les parlements cantonaux par les Verts afin d'éviter le financement de nouvelles centrales nucléaires avec l’argent des contribuables – directement ou indirectement ;
8. Déchets nucléaires : sortie du nucléaire avant tout stockage géologique.
Étant donné que non seulement à l'heure actuelle, aucune donnée scientifique ne peut attester à 100 % de l’innocuité des décharges nucléaires en couches profondes lors des dépôts de déchets nucléaires et que de surcroît, le fait qu'on puisse les récupérer par la suite n'est non plus pas certain, les Verts refusent toute forme de stockage géologique des déchets nucléaires en Suisse ;
9. Recherche et développement
Les domaines de recherche de la production et du stockage de l’énergie, de la flexibilité des réseaux et de l’efficacité énergétique et la recherche en développement devraient être davantage financées. En revanche, la recherche encourageant l'énergie nucléaire dans les hautes écoles et centres de recherche publiques ne devrait pas bénéficier d'aide financière.

### Climat
Avec l'initiative pour le climat, les Verts ont créé l’Alliance pour une politique climatique responsable avec d’autres organisations, qui se sont unies pour lancer l’initiative pour un climat sain en 2007. L'objectif premier est d'atteindre d’ici 2020 une réduction de 30 % du CO2 émis en Suisse par rapport au niveau de 1990. À la suite de l'initiative déposée en février 2008 avec plus de 150 000 signatures à l’intention du gouvernement, la révision de la loi sur le CO2 a été élaborée en guise de contre-projet à l'initiative : son but est une réduction des émissions de CO2 de −20 %. Malheureusement, cette action n’aura pas un impact suffisant sur la courbe du réchauffement, et ce d'autant plus que cette nouvelle loi permet de compenser une partie des émissions produite sur le sol suisse par des investissements dans des technologies propres à l’étranger.
Une réduction de 40 % sur tout le territoire suisse ainsi que 40 % hors du sol helvétique par des projets de réduction compensant les émissions dues – entre autres – à ses importations : un total d'une diminution de 80 % du taux des émissions de CO2 d'ici 2020.
- Moyens :
  - établir une fiscalité écologique ;
  - labelliser les performances ;
  - encourager les énergies renouvelables ;
  - promouvoir la mobilité douce et les transports publics.

En n'omettant pas le fait que ces propositions permettent la création d'emplois.

### Politique internet
Les Verts ont rédigé une résolution sur la politique internet Verte qui met en avant la protection des données et des droits d'auteur, le droit à l'information publique sur internet ainsi que la réduction de consommation d'énergie par une infrastructure technique.

### Économie écologique
L'initiative populaire fédérale pour une économie verte, déposée le 6 septembre 2012, a abouti. Elle a été votée le 25 septembre 2016 et largement refusée par 63,6 % des votants et 25 des 26 cantons.

### Égalité
Promouvoir l'égalité entre hommes et femmes et le mariage homosexuel.

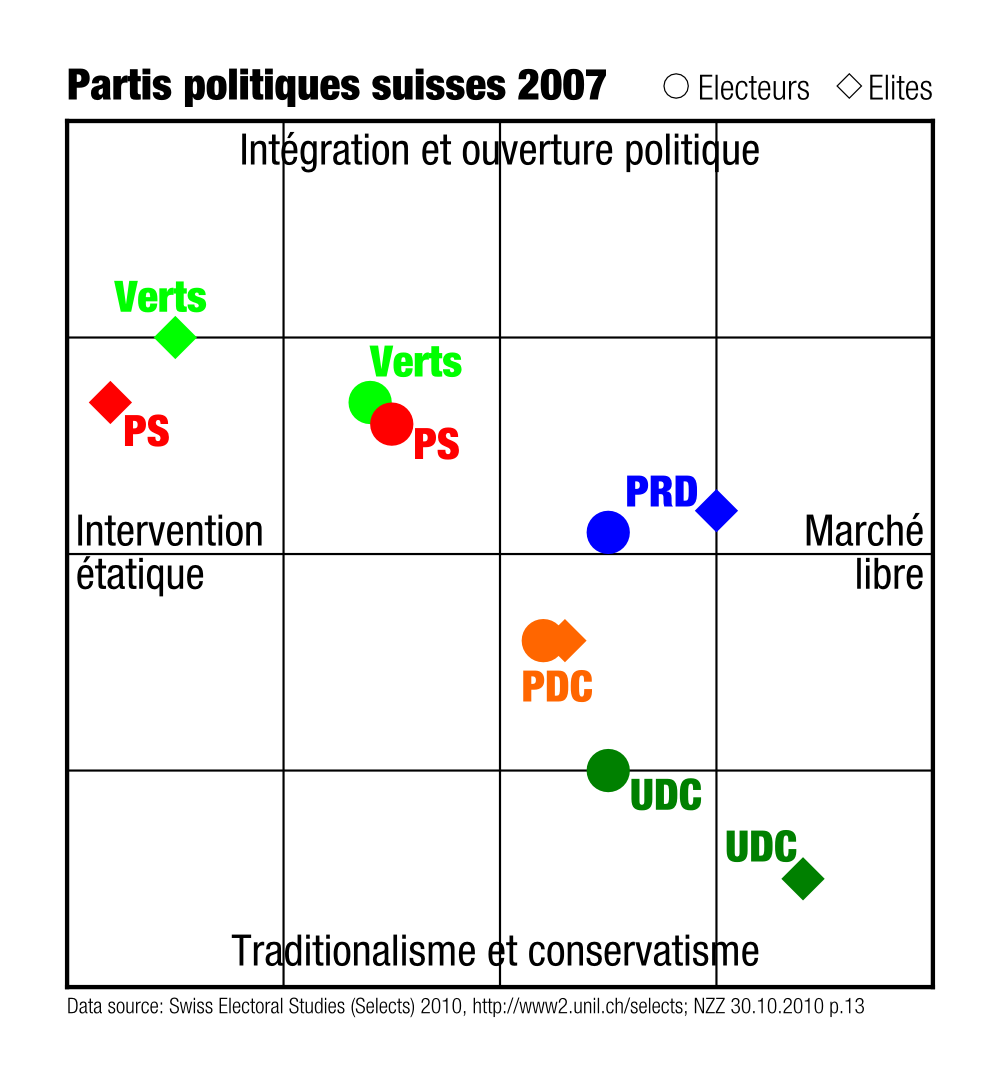
Le positionnement politique des Verts en 2007.

## Dirigeants

### Direction
- Lisa Mazzone, présidente
- Sibel Arslan, vice-présidente
- Marionna Schlatter, vice-présidente
- Margot Chauderna (Jeunes verts)
- Samantha Bourgoin, vice-présidente
- Michael Töngi, vice-président
- Nicolas Walder, vice-président

### Dirigeants historiques

#### Présidents du PES
- 1983-1985 Laurent Rebeaud (Genève)
- 1987-1990 Peter Schmid (Thurgovie)
- 1995-1997 Hanspeter Thür (Argovie)
- 1997-2001 Ruedi Baumann (Berne)
- 2001-2003 Ruth Genner (Zurich) et Patrice Mugny (Genève)
- 2002-2008 Ruth Genner (Zurich)
- 2008-2012 Ueli Leuenberger (Genève)
- 2012-2016 Adèle Thorens Goumaz (Vaud) et Regula Rytz (Berne)
- 2016-2020 Regula Rytz (Berne)
- 2020-2024 Balthasar Glättli

## Représentation au parlement

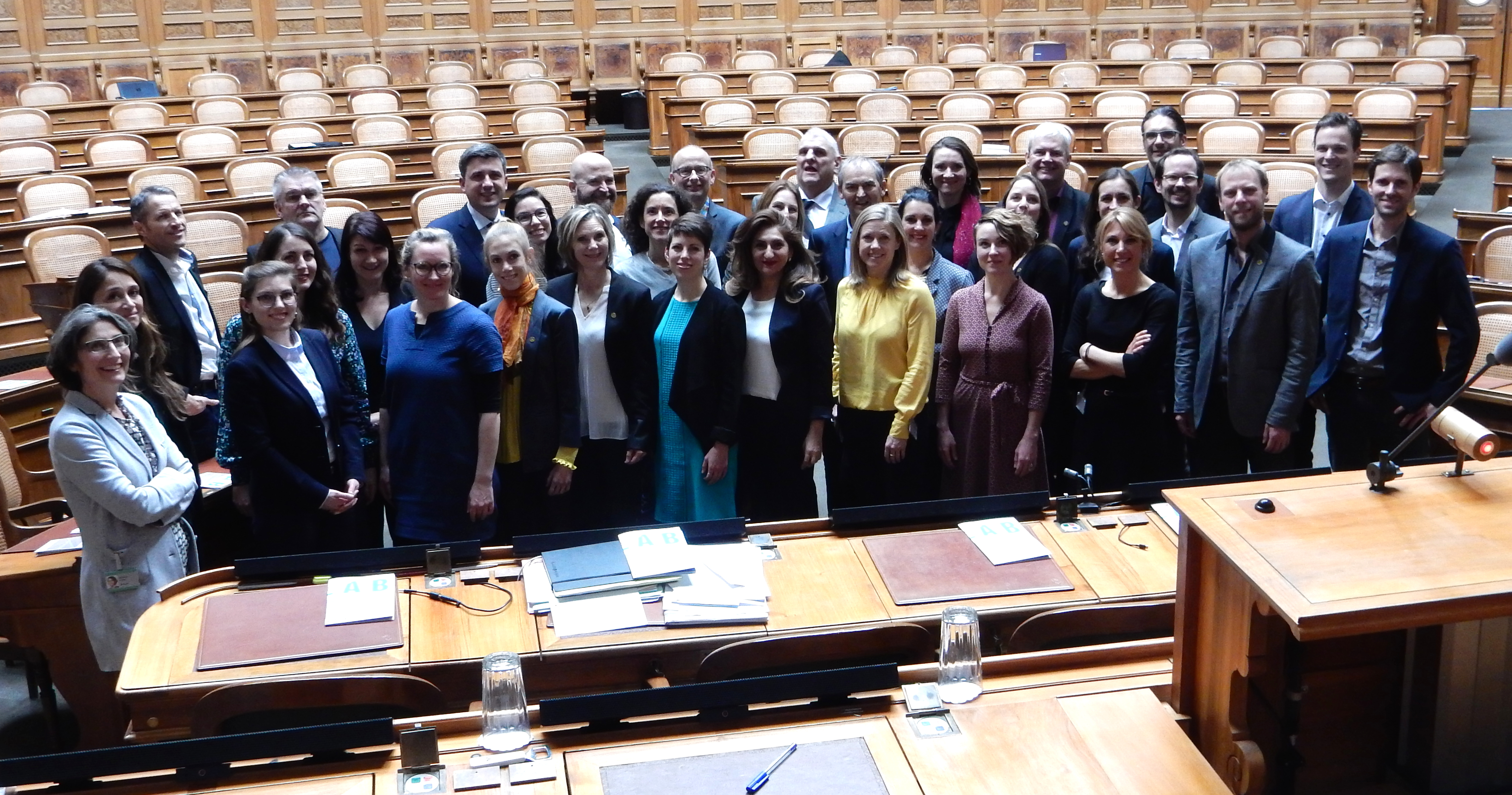
Le groupe des Verts après les élections 2019

Le premier Vert élu au Conseil national est Daniel Brélaz en 1979, premier écologiste à siéger dans un parlement national en Europe. Le groupe évolue ensuite avec quatre membres en 1983, onze en 1987, quatorze en 1991, neuf et deux alliés en 1995, neuf et un allié en 1999.
En 2003, les Verts ont treize représentants et deux alliés, et seulement douze l'année suivante après l'exclusion de Martin Bäumle du groupe des Verts. À la suite des élections de 2007, le groupe compte vingt Verts et deux alliés, et voit l'élection de deux sénateurs Verts au Conseil des États.
Le 26 novembre 2012, la conseillère nationale Maya Graf devient le premier membre du parti élu au poste de Président du Conseil national.
Dans la législature débutée en 2019, le groupe des Verts à l’Assemblée fédérale comprend 30 élus au Conseil national et 5 au Conseil des États (un record), soit 22 femmes et 13 hommes, parmi lesquels Denis de la Reussille du Parti du travail et Stéphanie Prezioso de SolidaritéS qui ont rejoint le groupe vert. Le groupe parlementaire des Verts a élu Aline Trede comme présidente du groupe au printemps 2020. Elle est secondée par une vice-présidence composée de Greta Gysin, Lisa Mazzone, Fabien Fivaz et Bastien Girod.

### Élections au Conseil national
| Année | Votes   | Votes | Députés  | Rang |
| Année | Voix    | %     | Députés  | Rang |
| ----- | ------- | ----- | -------- | ---- |
| 1979  | 11 583  | 0,6   | 1 / 200  | 11e  |
| 1983  | 37 079  | 1,9   | 3 / 200  | 8e   |
| 1987  | 94 378  | 4,9   | 9 / 200  | 6e   |
| 1991  | 124 149 | 6,1   | 14 / 200 | 5e   |
| 1995  | 96 069  | 5,0   | 8 / 200  | 5e   |
| 1999  | 96 807  | 5,0   | 8 / 200  | 5e   |
| 2003  | 156 226 | 7,4   | 13 / 200 | 5e   |
| 2007  | 222 206 | 9,6   | 20 / 200 | 5e   |
| 2011  | 205 984 | 8,4   | 15 / 200 | 5e   |
| 2015  | 177 938 | 7,1   | 11 / 200 | 5e   |
| 2019  | 319 988 | 13,2  | 28 / 200 | 4e   |
| 2023  | 249 891 | 9,8   | 23 / 200 | 5e   |

### Élections au Conseil des États
|      | Sièges |
| ---- | ------ |
| 2007 | 2 / 46 |
| 2011 | 2 / 46 |
| 2015 | 1 / 46 |
| 2019 | 5 / 46 |
| 2023 | 3 / 46 |

## Représentation dans les cantons
Les Verts comptent, en 2007, 166 sièges (6,1 % des 2 714 sièges disponibles) dans les différents parlements cantonaux, ce qui en fait le 5e parti politique suisse, et 8 sièges dans les gouvernements cantonaux, à savoir David Hiler et Robert Cramer dans le canton de Genève, François Marthaler et Béatrice Métraux dans le canton de Vaud, Fernand Cuche dans le canton de Neuchâtel, Bernhard Pulver dans le canton de Berne, Guy Morin dans le canton de Bâle-Ville et Manuela Weichelt-Picard et Patrick Cotti dans le canton de Zoug. En 2011, le canton de Fribourg élit pour la première fois une verte à l'exécutif en la personne de Marie Garnier.
En 2020, les Verts comptent 228 sièges dans les législatifs cantonaux, et 7 sièges dans les gouvernements de 7 cantons différents : dans le canton de Bâle-ville Elisabeth Ackermann depuis 2017, dans le canton de Bern Christine Häsler depuis 2018, dans le canton de Genève Antonio Hodgers depuis 2013, dans le canton de Vaud Béatrice Métraux depuis 2011, dans le canton de Zurich Martin Neukom depuis 2019, dans le canton de Bâle-Campagne Isaac Reber depuis 2017, et dans le canton de Soleure Brigit Wyss depuis 2017.

## Jeunes verts
Le groupe des Jeunes verts existe depuis 2004 et est représenté dans tous les cantons. Ils forment leur propre parti, mais collaborent cependant de façon étroite avec les Verts et sont représentés au sein des nombreux organes des Verts (vice-présidence, Bureau, Assemblée des délégués et dans les divers groupes de travail).
Au niveau local, on retrouve souvent des Jeunes verts dans des organes législatifs et des parlements et quelques-uns font même partie d’exécutifs.

## Logo

1983-1995
1995-2015
2015-2021